# IC 4352
IC 4352 је спирална галаксија у сазвјежђу Кентаур која се налази на листи објеката дубоког неба у Индекс каталогу.
Деклинација објекта је - 34° 31' 3" а ректасцензија 13h 58m 25,1s. Привидна величина (магнитуда) објекта IC 4352 износи 12,8 а фотографска магнитуда 13,6. IC 4352 је још познат и под ознакама ESO 384-22, MCG -6-31-7, IRAS 13554-3416, PGC 49726.